# Rafael Caro Quintero
Rafael Caro Quintero (Badiraguato, 24 ottobre 1952) è un criminale messicano, cofondatore con Miguel Ángel Félix Gallardo del Cartello di Guadalajara.
Avendo formato il cartello di Guadalajara negli anni ottanta, Caro Quintero ha lavorato con Gallardo, Ernesto Fonseca Carrillo e Pedro Avilés Pérez spedendo grandi quantità di marijuana negli Stati Uniti dal Messico. È stato responsabile del rapimento e dell'omicidio dell'agente statunitense Enrique "Kiki" Camarena della Drug Enforcement Administration (DEA), del pilota di Camarena Alfredo Zavala Avelar, dello scrittore statunitense John Clay Walker e dello studente di odontoiatria Alberto Radelat nel 1985. Dopo gli omicidi, Caro Quintero fuggì in Costa Rica ma fu successivamente arrestato ed estradato in Messico, dove fu condannato a 40 anni di prigione per omicidio. Dopo il suo arresto, il cartello di Guadalajara si è sciolto e i suoi leader sono stati incorporati nei cartelli di Tijuana, Sinaloa e di Juárez.
Caro Quintero fu liberato dal carcere il 9 agosto 2013, dopo 28 anni di reclusione, in virtù della sentenza di un tribunale statale, che invalidò il procedimento a suo carico per vizi di forma. Tuttavia, a seguito delle immediate pressioni del governo federale degli Stati Uniti per arrestarlo nuovamente, un tribunale federale messicano emise un nuovo mandato di arresto contro di lui il 14 agosto.
L'FBI lo inserì nella propria lista dei 10 principali fuggitivi, offrendo anche una taglia di $20 milioni per il reperimento di informazioni utili al suo arresto. La sua latitanza si è conclusa il 15 luglio 2022, quando i militari messicani lo hanno catturato a San Simon, nello stato di Sinaloa.

## Biografia
Rafael Caro Quintero è nato nella comunità di La Noria, Badiraguato, Sinaloa, il 24 ottobre 1952. I suoi genitori, Emilio Caro Payán ed Hermelinda Quintero, avevano dodici figli; era il figlio maggiore. Suo padre lavorava nel campo dell'agricoltura, morì quando Caro Quintero aveva 14 anni. Con l'assenza di suo padre, ha lavorato per prendersi cura della sua famiglia insieme a sua madre.
All'età di 16 anni, lasciò La Noria e si stabilì a Caborca, Sonora, dove lavorava al pascolo del bestiame. Due anni dopo, ha lavorato come camionista a Sinaloa. Ha anche lavorato in una piantagione di fagioli e mais a Sinaloa prima di decidere di abbandonare il suo stato d'origine per unirsi al commercio di droga nel vicino stato di Chihuahua.

## Carriera criminale
Era ricercato dal governo degli Stati Uniti per il rapimento e l'uccisione di un agente federale, crimini violenti per sostenere il racket, possesso e spaccio di marijuana e cocaina, omicidio, associazione a delinquere.
Rafael Caro Quintero è il maggiore di 4 fratelli e 2 sorelle. Nato nel villaggio di La Noria, nel comune di Badiraguato, Sinaloa. Suo padre era un povero contadino. Lasciò il suo villaggio a 18 anni per trovare lavoro nella capitale dello stato, Culiacán, dove lavorò brevemente come camionista.
Questo lavoro non durò a lungo, cominciò a piantare marijuana in piccoli appezzamenti di terreno con suo fratello Jorge Luis. Insieme comprarono fattorie e le trasformarono in enormi piantagioni di marijuana. Ha imparato alla corte di Pedro Avilés Pérez, uno dei più importanti signori della droga messicani ai suoi tempi. Poco dopo Caro Quintero cominciò a lavorare in proprio, con i suoi partner e parenti acquisiti, Ernesto Fonseca Carrillo, "Don Neto", e Juan José Esparragoza Moreno.
Mandava mensilmente mazzette in denaro ai comandanti di polizia degli stati di Sinaloa e Chihuahua così che il governo non interferisse con i suoi interessi. Aveva grandi interessi in Zacatecas, Chihuahua, Sinaloa, San Luis Potosí e Durango. Era uno stretto associato di Miguel Ángel Félix Gallardo, signore messicano della cocaina e presto i tre, Caro, Fonseca e Gallardo misero in piedi il cartello di Guadalajara.
Nel Novembre 1984, la polizia federale fece irruzione nella sua proprietà a El Búfalo, Chihuahua, e bruciò più di 10,000 tonnellate di marijuana, un duro colpo che costò al cartello quasi 2 miliardi di dollari. Tutto questo grazie alle indagini della DEA ed in particolare dell'agente speciale Enrique Camarena a Guadalajara.
Camarena ed il pilota d'aereo Alfredo Zavala che lo accompagnò per la ricognizione sopra la piantagione furono rapiti a Guadalajara il 7 febbraio del 1985. Furono brutalmente torturati e assassinati. Caro fuggì con gli associati e la sua donna Sara Cosio il 9 febbraio ma fu intercettato dal Comandante della Polizia Federale messicana incaricato delle indagini sul caso Camarena, Armando Pavón Reyes. Pavón permise a Caro di fuggire. Egli trovò quindi rifugio in Costa Rica.
Il 5 aprile 1985, Caro fu arrestato in Costa Rica e riportato a Città del Messico per il suo ruolo nell'omicidio Camarena. Fonseca Carrillo fu arrestato a Puerto Vallarta, tre giorni dopo. Entrambi sono stati condannati a 40 anni per traffico di droga e per il doppio omicidio di Camarena e Zavala. Miguel Félix Gallardo è stato imprigionato nell'aprile 1989.
Al momento della sua cattura il patrimonio di Caro Quintero superava i 650 milioni di dollari.
Il 9 agosto 2013, a seguito del riscontro di un vizio di procedura, un giudice messicano invalidò la condanna e ne dispose il rilascio; Caro Quintero si diede immediatamente alla clandestinità, nascondendosi presumibilmente nella zona della Sierra Madre, nonché riprendendo le attività criminali nel Cartello di Sinaloa, al fianco di El Mayo ed El Chapo.
La sua liberazione provocò l'immediata reazione degli Stati Uniti, le cui autorità chiesero e ottennero che il Messico spiccasse subito un nuovo mandato di cattura internazionale, sia per le attività nel narcotraffico, sia per il rapimento e l'uccisione degli agenti che gli avevano dato la caccia. L'FBI inserì Caro Quintero nella propria lista dei 10 principali fuggitivi, offrendo anche una taglia di $20 milioni per il reperimento di informazioni utili al suo arresto.
Occorsero nove anni perché, il 15 luglio 2022, le forze armate messicane riuscissero a rintracciarlo e ad arrestarlo nuovamente. Il 27 febbraio 2025 è stato estradato negli Stati Uniti d'America.

## Filantropia
Gli abitanti di Badiraguato, Sinaloa, città natale di Caro Quintero, ricordano che Caro Quintero fu un benefattore nell'area negli anni '80. Il sindaco della città, Ángel Robles Bañuelos, ha dichiarato in un'intervista del 2013 che Caro Quintero ha finanziato la costruzione di un'autostrada di 40 chilometri a Badiraguato e ha contribuito a elettrificare la zona. Il sindaco ha ricordato che prima della costruzione dell'autostrada, ci sarebbero voluti giorni prima che le persone viaggiassero dentro e fuori Badiraguato.

## Intervista aProceso
Il 24 luglio 2016, mentre era ancora in fuga, Caro Quintero ha rilasciato un'intervista alla rivista Proceso. In questa intervista afferma di non aver ucciso Enrique Camarena. Ha detto al giornalista che dopo il suo rilascio dalla prigione, è stato visitato (separatamente) da El Chapo e Ismael "El Mayo" Zambada. Afferma di aver detto loro che non voleva tornare agli affari. Ha anche detto al giornalista che non era più un trafficante di droga e che la pace era l'unica cosa che desiderava.

## Intervista all'Huffington Post
La giornalista dell'Huffington Post Anabel Hernández ha visitato Caro Quintero nella sua casa a Mazatlán, in Messico nell'aprile 2018. Nonostante avesse guardie di sicurezza, Caro Quintero non era più in grado di vivere lo stile di vita sontuoso che aveva quando era un grande signore della droga, e ora vive in una misera casa di montagna. Durante l'intervista, ha ribadito che voleva essere lasciato in pace e che trascorre anche le sue giornate alla ricerca di droni. Ha anche rivelato che soffriva di prostata e non stava parlando con sua moglie Diane o con nessuno dei suoi figli. Ha anche negato le accuse di essere un leader senior nel cartello Sinaloa o di essere attivo nel commercio di droga.